# Delta State
Delta State est une série télévisée d'animation franco-canadienne en 26 épisodes de 26 minutes, diffusée en France à partir de novembre 2004 sur Canal+ (dans l'émission La Kaz) puis sur France 2.

## Synopsis
Quatre jeunes anti-héros amnésiques et dotés de pouvoirs paranormaux — à savoir Claire, Martin, Luna et Philippe — tentent de sauver l'humanité de la menace d'entités mystérieuses provenant d'un univers parallèle, connues sous le nom de Dériveurs et cherchant à prendre le contrôle de l'esprit humain. Ces quatre jeunes ont la possibilité d'entrer dans la Phase Delta (clé de notre inconscient collectif) et ont ainsi pour but de reconstituer leurs vies passées et pour mission d'affronter les Dériveurs.

## Fiche technique
- Production : Alphanim, France 2, Nelvana et Deltanim
- Scénario : Vincent Bonjour
- Auteur/Adaptateur (VF) : Gilles Coiffard
- Réalisateur : Pascal David

## Distribution
- Nicolas Wright : Philipp
- Ilona Eklin : Claire
- Dusan Dukic : Martin
- Lizz Alexander Luna
- Larry Day : Brodie
- Sasha Roiz : Sven
- Ann Nahabedian : Maria

## Épisodes
1. Premier contact [1/2] (First contact [1/2])
2. Premier contact [2/2] (First contact [2/2])
3. Cas d’école (Case Study)
4. Le tarot (The Reading)
5. Fusion (Fusion)
6. La petite amie (The Girlfriend)
7. Votez Rifter (Vote Rifter)
8. Zizanie dans les rangs (Cabin Fever)
9. Le pouvoir du mental (Mind over matter)
10. Un souffle du passé (Blast from the past)
11. La malédiction des immortels (Curse of the undead)
12. Réveil inattendu (Awakening)
13. Claire craque (Claire’s crack up)
14. Voie parallèle (Road not taken)
15. Sur le divan (Couch time)
16. Le labyrinthe (Labyrinth)
17. Confusion des genres (Mix of genres)
18. Jour d’entraînement (Training day)
19. Fais de beaux rêves (Sweet dreams)
20. La puce à l’oreille (Brain scan)
21. Fausses identités (False identities)
22. La sphère (The orb)
23. Règlements de compte (Restraining order)
24. Une impression de déjà-vu (Déjà vu)
25. Boucler la boucle (Full circle)
26. La dernière bataille (The final battle)

## Production
Delta State est la première série animée à avoir été développée complètement sous la technique de rotoscopie, ce qui nécessita 27 mois de travail. Les dessins furent réalisés par Alphanim en France, tandis que l'enregistrement des voix ainsi que quelques travaux mineurs furent effectués par Nelvana au Canada.

## Récompense
Cette série a obtenu le Prix spécial pour un programme de télévision au Festival international du Film d'Animation d'Annecy.